# Авиагруппа генерал-майора Витрука
Авиагруппа генерал-майора Витрука (сербохорв. Avio-grupa generala Vitruka, также Vazduhoplovna grupa «Vitruk») — оперативное авиационное объединение Вооружённых сил СССР во время Второй мировой войны, действовавшее в интересах Народно-освободительной армии Югославии (НОАЮ). Состояло из 10-й гвардейской штурмовой авиадивизии, 236-й истребительной авиадивизии, 1975-го зенитного артиллерийского полка и 9-го района авиационного базирования.
Объединение было создано в соответствии с распоряжением Ставки Верховного Главнокомандования и по приказу главнокомандующего ВВС РККА под командованием гвардии генерал-майора авиации А. Н. Витрука. С 15 ноября 1944 года по 15 мая 1945 года находилось в оперативном подчинении Верховному Главнокомандующему НОАЮ.
Авиагруппа сыграла значительную роль в деле становления Военно-воздушных сил НОАЮ и Югославской армии (ЮА). 177 авиаторов группы были награждены югославскими орденами, а генерал-майор А. Н. Витрук удостоен звания Народного героя Югославии. После завершения своей миссии авиагруппа передала Югославским ВВС 197 самолётов, всё вооружение, технику, средства связи, горюче-смазочные материалы и боеприпасы.

## История создания авиагруппы
Во время пребывания И. Броз Тито в Москве во второй половине сентября 1944 года было достигнуто соглашение о передаче НОАЮ от СССР самолётов и оборудования для формирования двух авиационных дивизий и необходимых им тыловых подразделений и учреждений. Для реализации договорённости, согласно распоряжению Ставки Верховного Главнокомандования и по приказу главнокомандующего ВВС РККА была образована авиагруппа из состава соединений 17-й воздушной армии под командованием гвардии генерал-майора авиации А. Н. Витрука, на базе которой надлежало сформировать югославские авиационные дивизии. Следующим шагом стало подписание 16 октября 1944 года в городе Бела-Црква соглашения между Верховным Главнокомандующим НОАЮ и командующим 3-м Украинским фронтом маршалом Ф. И. Толбухиным о выделении из 17-й армии и передаче в оперативное подчинение Верховному Главнокомандующему НОАЮ авиагруппы генерала Витрука в составе 10-й гвардейской штурмовой авиадивизии (ГШАД), 236-й истребительной авиадивизии (ИАД) и 9-го района авиационного базирования для поддержки военных операций сухопутных частей НОАЮ, проведения подготовки югославского лётного и технического персонала к полётам на советских штурмовиках Ил-2 и истребителях Як-1, а также помощи в формировании авиационных частей и подразделений, с тем, что вся боевая техника и оборудование авиагруппы после этого будут переданы Военно-воздушным силам Югославии.

## Организационные меры и принципы работы авиагруппы
На основании белоцерковского соглашения предусматривалось создание параллельно с советскими штабами и подразделениями авиагруппы соответствующих югославских организационных структур двух авиадивизий и авиабазы. 17-я воздушная армия предоставляла авиагруппе полное материальное обеспечение, включающее вооружение, боеприпасы, транспортые средства, системы связи, топливо-смазочные материалы, средства маскировки и другие необходимые материалы. Наряду с обеспечением воздушной поддержки наземных войск, советским командирам, лётчикам, техникам и другим специалистам предстояло выполнять роль инструкторов по подготовке югославского лётного и технического состава. Приказом ВШ НОАЮ от 29 декабря, в конце декабря 1944 — в начале января 1945 годов в 10-й ГШАД формируется югославская 42-я штурмовая авиационная дивизия с базированием в городе Нови-Сад. Одновременно в городе Рума в 236-й ИАД создаётся 11-я истребительная авиационная дивизия. Тем же приказом в городе Нови-Сад была создана 9-я авиабаза НОАЮ. Боевые вылеты югославских лётчиков начались с 17 января 1945 года в группах с советскими лётчиками и велись под оперативным руководством командного состава 10-й ГШАД и 236-й ИАД по принципу дублёрства. По мере обучения и обретения опыта югославские лётчики сами становились ведущими пар и водили группы самолётов на боевые задания.
Параллельная дублирующая система командования и управления югославскими соединениями и подразделениями авиагруппы действовала до 1 мая 1945 года. Созданный 29 октября 1944 года штаб ВВС НОАЮ во главе с генерал-майором Франьо Пире (Franjo Pire) свои командные функции в отношении 11-й ИАД и 42-й ШАД выполнял путём направления запросов штабу авиагруппы генерала А. Н. Витрука. Механизм управления совершенствовался. С 17 января 1945 года 11-я ИАД была оперативно и дисциплинарно подчинена штабу 42-й ШАД. В связи с ростом численности и объёма задач югославских соединений, приказом Министерства народной обороны страны от 15 марта 1945 года был образован оперативный штаб Группы авиационных дивизий (ОШ ГАД), которому были подчинены 11-я ИАД, 42-я ШАД и 9-я авиабаза. Таким образом югославская сторона постепенно овладевала опытом управления и боевого применения авиачастей. ОШ ГАД располагался в селе Пригревица вблизи города Сомбора. Для лучшего управления боевыми действиями на отдельных участках фронтов, от штурмовых и истребительных полков создавались оперативные группы. С 1 мая 1945 года Группа авиационных дивизий действовала самостоятельно по заданиям Генерального штаба и штаба ВВС ЮА.

## Состав авиагруппы
4 ноября 1944 года 17-я воздушная армия выделила для потребностей НОАЮ следующие советские соединения и воинские части:

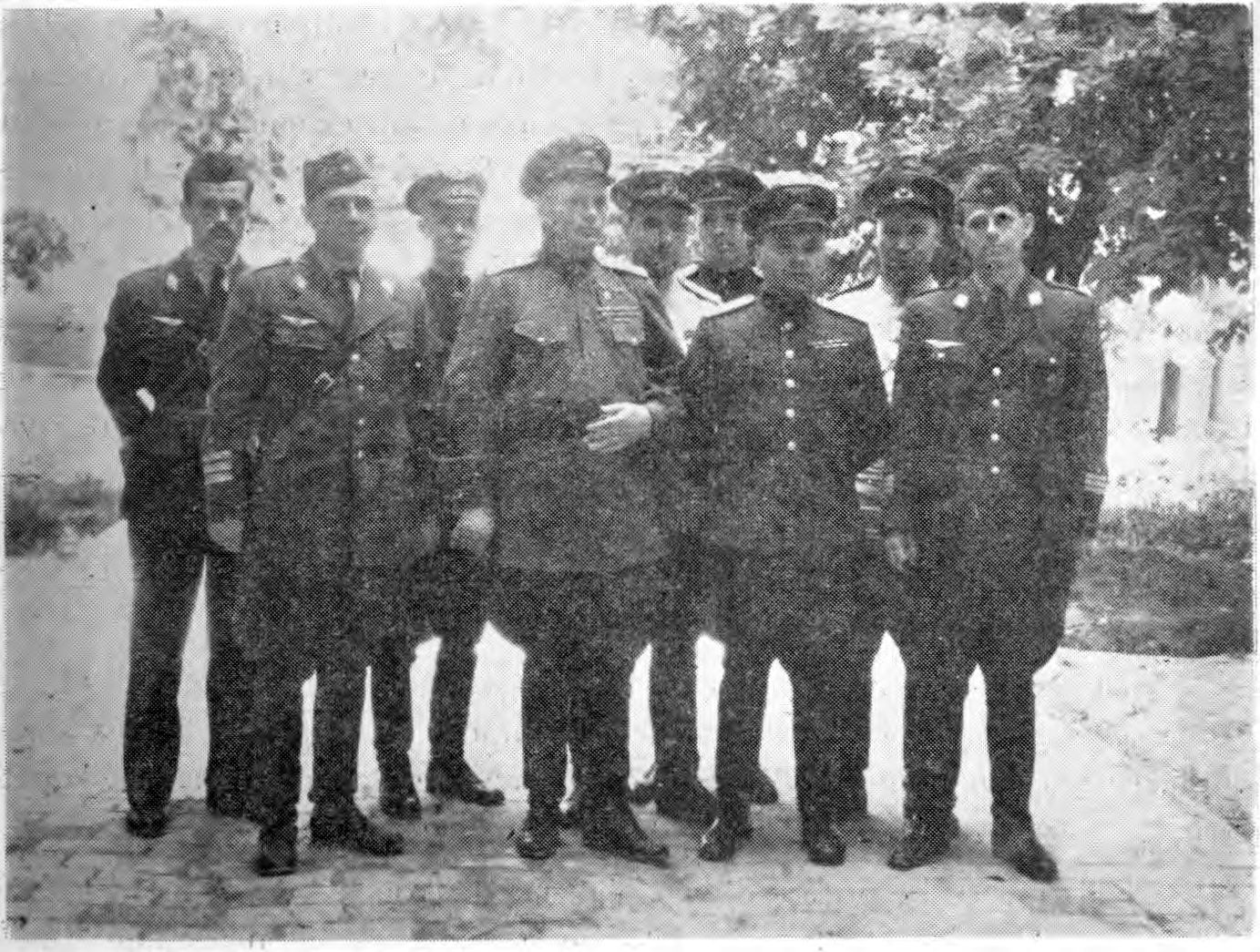
Группа советских и югославских лётчиков. В первом ряду слева начальник штаба Группы авиационных дивизий ВВС НОАЮ генерал-майор Зденко Улепич, рядом с ним генерал-майор А. Н. Витрук, 1944 год.

10-я гвардейская штурмовая авиационная дивизия
- 165-й гвардейский штурмовой авиационный полк
- 166-й гвардейский штурмовой авиационный полк
- 167-й гвардейский штурмовой авиационный полк
- 37-я отдельная гвардейская рота связи
- 1832-я почтовая станция
- 145-я передвижная авиаремонтная мастерская

236-я истребительная авиационная дивизия
- 117-й гвардейский истребительный авиационный полк
- 168-й гвардейский истребительный авиационный полк
- 267-й истребительный авиационный полк
- 7-я отдельная рота связи
- 1758-я почтовая станция
- 166-я передвижная авиаремонтная мастерская

9-й район авиационного базирования
- 109-й отдельный автотранспортный батальон
- 112-й инженерно-аэродромный батальон
- 167-й батальон аэродромного обслуживания
- 405-й батальон аэродромного обслуживания
- 443-й батальон аэродромного обслуживания
- 816-й батальон аэродромного обслуживания
- 907-й батальон аэродромного обслуживания
- 9-я отдельная рота связи
- 9-я отдельная техническая эвакуационная рота
- 128-я аэродромная техническая рота
- 217-я аэродромная техническая рота
- 242-я аэродромная техническая рота
- 316-я аэродромная техническая рота
- 319-я аэродромная техническая рота
- 907-я отдельная зенитно-пулемётная рота
- 9-й прачечный отряд
- 9-й военно-хозяйственный склад
- 177-я почтовая станция
- 576-я сберкасса района авиационного базирования
- 2028-й главный авиационный склад

Личный состав авиагруппы по данным на 10 октября 1944 года насчитывал 5475 человек, в том числе 974 офицера, 1802 сержанта, 2193 солдата, остальные — 506. По состоянию на 1 ноября 1944 года авиагруппе были выделены из состава 17-й воздушной армии: 437 автомобилей, 57 тракторов, 1305 маскировочных сеток, 20 наземных радиостанций, 149 телефонных и 15 телеграфных аппаратов. По данным на 10 ноября, авиагруппа имела: 122 самолёта типа Ил-2, 103 Як-1, 3 УТ-2, 3 Як-3, 1 Як-7 и 13 По-2. По состоянию на 1 января 1945 года в боевом составе авиагруппы кроме вышеуказанных соединений и частей числился 1975-й зенитный артиллерийский полк.

## Итоги деятельности авиагруппы

### Общие сведения
Авиагруппа генерал-майора Витрука находилась в оперативном подчинении Верховного Главнокомандующего НОАЮ с 15 ноября 1944 года по 15 мая 1945 года. Части авиагруппы выполняли боевые задачи в ходе Белградской операции, поддерживали действия югославских дивизий и частей советского 68-го стрелкового корпуса во время боёв на Сремском фронте и в Воеводине в ноябре — декабре 1944 года. В дальнейшем и до конца войны авиагруппа обеспечивала поддержку с воздуха действий 1-й, 2-й и 3-й югославских армий в Среме, Баранье, Славонии и Восточной Боснии. За период оперативного подчинения командованию НОАЮ частями авиагруппы было выполнено 8 тысяч боевых вылетов. За это время уничтожено танков и самоходных артиллерийских орудий противника — 50, бронетранспортёров — 4, автомашин — 2250, гужевых повозок с военными и грузом — 1 тысяча 600, подавлен огонь 360 орудий полевой артиллерии и 280 зенитных орудий, разбиты и повреждены 68 паровозов, 540 вагонов. На реках Дунай и Драва затоплены 7 катеров, 23 баржи, 20 понтонов, подорвано 160 складов с горючим и боеприпасами. Убиты и ранены более 13 тысяч солдат неприятеля. Советскими и югославскими лётчиками в боевых вылетах израсходовано 4 тысячи 375 т боеприпасов.
Наряду с боевыми действиями, с целью подготовки югославских пилотов осуществлено 20 тысяч 546 боевых и связанных с обучением самолёто-вылетов. Всего обучено 276 лётчиков и подготовлено 3 тысячи 408 авиационно-технических специалистов. В короткий срок были сформированы 42-я штурмовая авиационная дивизия в составе 421-го, 422-го и 423 штурмовых авиаполков (ШАП), а также 11-я истребительная авиационная дивизия в составе 111-го, 112-го и 113-го ИАП . Создана 9-я авиабаза НОАЮ в составе 5 батальонов аэродромного обслуживания, инженерно-аэродромного батальона, автобатальона и других подразделений и служб.

### Боевая статистика по 42-й ШАД и 11-й ИАД (январь — май 1945 года)
За время боевых действий погибли 6 югославских лётчиков и 4 воздушных стрелка, потеряно 12 самолётов.
Выполнено 1 тысячу 38 боевых вылетов, налёт составил 1 тысячу 270 часов. Расходовано 17 тысяч 197 бомб, 1 тысяча 202 ракетных снарядов, 151 тысяча 436 пушечных снарядов, 253 тысячи 816 пулемётных патронов. Уничтожено танков противника — 6, моторизованных транспортных средств — 462, орудий — 42, гужевых транспортных средств — 437, вагонов — 177, паровозов — 15, понтонных элементов — 10.